# La donna invisibile (film 1969)
La donna invisibile è un film del 1969 diretto da Paolo Spinola.
Il soggetto è ispirato a un racconto di Alberto Moravia che verrà pubblicato l'anno seguente nella raccolta "Il paradiso". La colonna sonora di Ennio Morricone è stata pubblicata varie volte ma il film resta inedito in DVD.

## Trama
Laura s'accorge che il marito Andrea non l'ama più, tanto da vedere attraverso il suo corpo, quasi nemmeno esistesse. Profondamente innamorata di lui - le cui attenzioni sembrano tutte rivolte a Delfina, un'altra donna che vive in casa con loro - Laura si strugge, cerca di riaccendere il suo interesse, confessandogli un'occasionale tradimento, ma tutto è inutile. Un giorno, durante una battuta di caccia, Andrea, sparando a un fagiano, con uno dei colpi la uccide, ma nemmeno stavolta si accorge di lei, distesa accanto alla preda e si allontana al braccio di Delfina. Rivolgendosi a costei, tuttavia, la chiama Laura.